# ريتشارد ويلسون (نحات)
ريتشارد ويلسون (بالإنجليزية: Richard Wilson)‏ هو نحات وموسيقي بريطاني، ولد في 24 مايو 1953 في إيزلينغتون ‏ في المملكة المتحدة.

## وصلات خارجية
- الموقع الرسمي
- ريتشارد ويلسون على موقع ميوزك برينز (الإنجليزية)
- ريتشارد ويلسون على موقع ديسكوغز (الإنجليزية)